# The Great Khali
Dalip Rana Singh (em hindi:  दिलीप सिंह राणा; Dhirana, 27 de Agosto de 1972), mais conhecido pelo como The Great Khali, é um halterofilista, ator e lutador de wrestling profissional indiano, mais conhecido por sua passagem na WWE, onde foi uma vez Campeão Mundial dos Pesos-Pesados.

## Carreira

### Início All Pro Wrestling
Antes de embarcar na sua carreira no wrestling profissional, Singh era um oficial do centro policial de Punjab, um campeão de fisiculturismo e um atleta Pehlwan. Foi contratado pela All Pro Wrestling em 2000.

### World Wrestling Entertainment / WWE (2006-2014)
Singh foi contratado pela World Wrestling Enterteinment em 2 de janeiro de 2006, sendo o primeiro indiano na companhia. Ele foi mandado para o território de desenvolvimento da WWE, Deep South Wrestling, onde lutou sob seu nome real.

#### Rivalidade com The Undertaker (2006)
Com Daivari como seu manager, o ainda anônimo Singh estreou no SmackDown! em 7 de abril de 2006, atacando The Undertaker e o deixando inconsciente durante uma luta entre ele e Mark Henry. A semana seguinte, ele foi apresentado como The Great Khali. Daivari explicou que Khali era seu cliente e tinha o objetivo de derrotar Undertaker, já que Muhammed Hassan e Mark Henry haviam falhado em fazê-lo. Sua primeira luta aconteceu no SmackDown! de 21 de abril, onde derrotou Funaki.
Em 12 de maio, Khali foi escolhido como adversário do então World Heavyweight Champion Rey Mysterio por John "Bradshaw" Layfield, derrotando o campeão. Em sua luta contra The Undertaker no Judgment Day, Khali venceu após receber ajuda ilegal de Daivari. Nas semanas seguintes, Khali venceu lutas 2-contra-1, derrotando lutadores para mostrar sua força, e zombando da pose de vitória de Undertaker.
Khali desafiou The Undertaker para uma luta Punjabi Prison no The Great American Bash. No entanto, Khali não pôde competir por decisão médica, sendo substituído por Big Show, que perdeu a luta para The Undertaker, mesmo após uma interferência de Khali. Após poder voltar à lutas, Khali desafiou Undertaker para uma luta Last Man Standing no SummerSlam. A luta foi transferida para o SmackDown! antes do SummerSlam e foi vencida por Undertaker, dando à Khali sua primeira derrota.

#### ECW (2006)
Daivari e The Great Khali foram transferidos para a ECW em 31 de outubro de 2006, no ECW on Sci Fi. Daivari derrotou "The Reject" Shannon Moore em uma luta rápida. A música original de Daivari foi usada assim como os gritos persas do mesmo no microfone. Ao fim da luta, Moore foi atacado por Khali. Daivari continuou a derrotar oponentes, com Khali os atacando após as lutas. No December to Dismember, Daivari derrotou Tommy Dreamer. Dreamer perseguiu Daivari, sendo atacado por Khali na rampa.

#### Raw (2007)

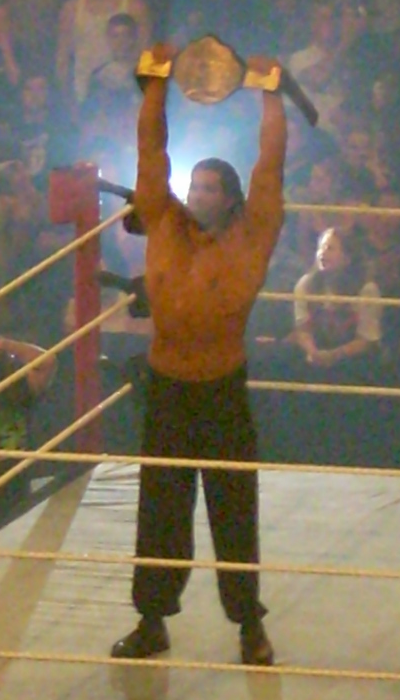
The Great Khali como World Heavyweight Champion.

Em 8 de janeiro, no Raw, Jonathan Coachman anunciou que Khali foi contratado pelo Raw sem Daivari e enfrentaria John Cena naquela noite. Khali venceu por desqualificação, após Cena atacar Khali com uma cadeira de Armando Estrada. Após a luta, Khali atacou Cena, o deixando fraco para um ataque de Umaga.
No Raw de 19 de fevereiro, Khali exigiu competidores melhores após derrotar facilmente The Highlanders. No SmackDown! de quatro dias depois, Khali interferiu na luta qualificatória do Money in the Bank, que era uma luta Last Man Standing, atacando Kane e dando a vitória a King Booker, levando-os a uma rivalidade até o WrestleMania 23. Em sua primeira aparição em um WrestleMania, Khali derrotou Kane. Após a luta, Khali enforcou Kane com uma corrente.
No Raw de 30 de abril, Khali atacou Shawn Michaels, Edge e Randy Orton (os três possíveis desafiantes pelo WWE Championship na época) nos bastidores. Ele também atacou o WWE Champion John Cena, mandando a mensagem de que ele queria o título. No Raw da semana seguinte, Khali derrotou Michaels, se tornando o desafiante pelo WWE Championship no Judgment Day. No evento, Khali perdeu a luta ao desistir pelo STFU de Cena. No entanto, o árbitro não percebeu que o pé de Khali estava sob a corda, o que invalidaria o fim da luta. No Raw da noite seguinte, Khali expressou seu descontentamento via seu tradutor e novo manager, Ranjin Singh. No One Night Stand, Khali perdeu novamente para John Cena.

#### Campeão Mundial dos Pesos-Pesados (2007–2008)
Khali foi transferido do Raw para o SmackDown! durante o WWE Draft de 2007. Ele logo entraria em uma rivalidade com Batista em julho. Os dois se enfrentariam no The Great American Bash, mas, com Edge deixando o World Heavyweight Championship vago devido a uma lesão, uma Battle Royal pelo título aconteceu no SmackDown! de 20 de julho. Khali venceu após eliminar Kane e Batista com um movimento. Khali derrotou Batista e Kane em uma luta Triple Threat no The Great American Bash. Khali, então, passou a usar um movimento de finalização conhecido como  "Khali Vise Grip", o qual foi usado contra Ric Flair, Batista e Kane. No SummerSlam, Khali perdeu por desqualificação quando usou uma cadeira.

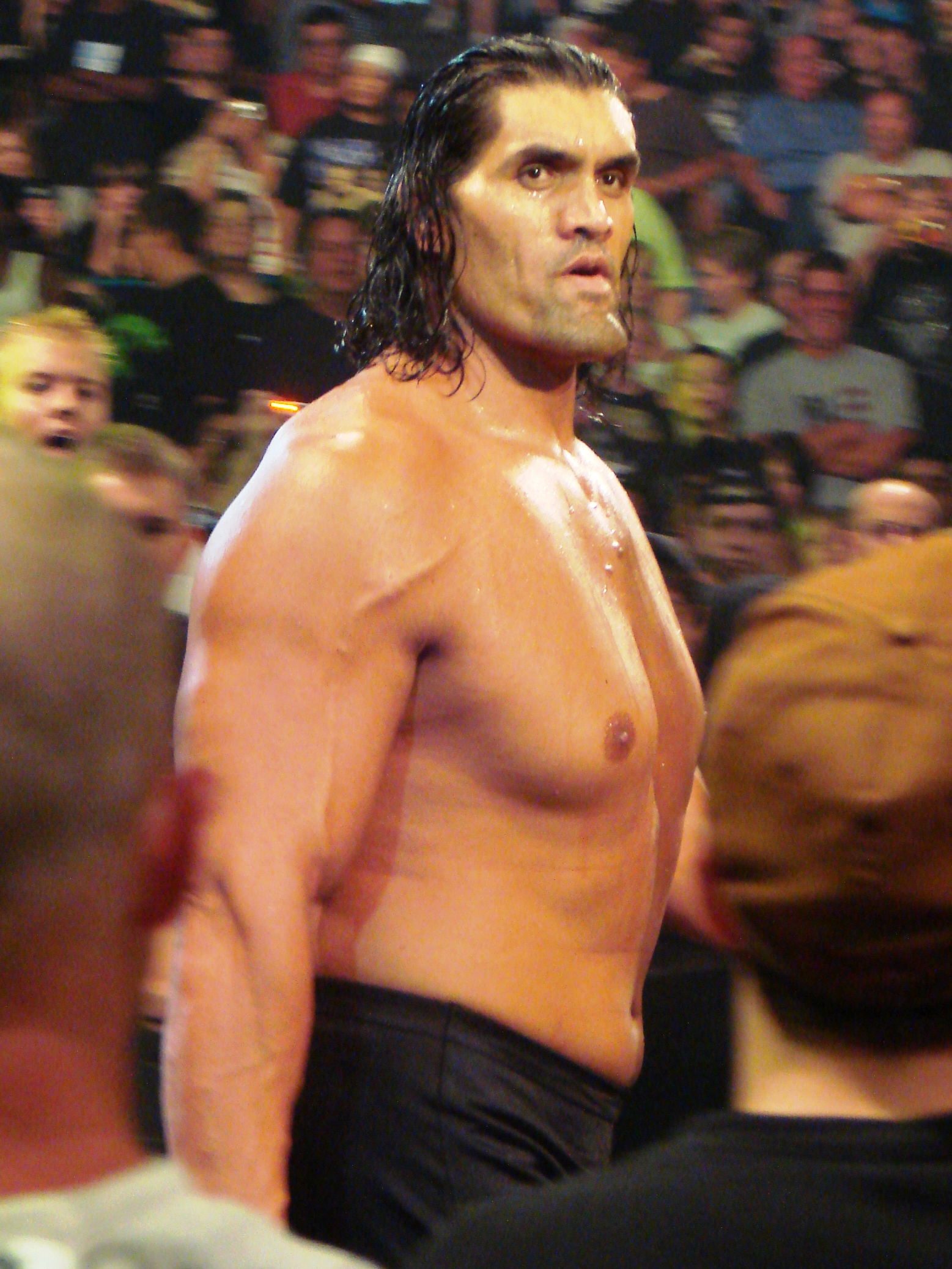
Khali no No Mercy, em 2007.

Khali começou uma rivalidade com Rey Mysterio após Rey se tornar o desafiante pelo título. No SmackDown! de 7 de setembto, Khali atacou Mysterio após o mesmo vencer uma luta "I Quit" contra Chavo Guerrero, sendo salvo por Batista. Após o resgate, o Gerente Geral Theodore Long informou Khali que ele deveria defender o World Heavyweight Championship contra Mysterio e Batista em uma luta Triple Threat no Unforgiven, no qual Khali perdeu o título para Batista. Khali desafiou Batista para uma revanche em uma luta Punjabi Prison no No Mercy, sendo derrotado.
No fim de 2007 e início de 2008, Khali começou uma rivalidade com Finlay por tentar atacar Hornswoggle. Khali participou de uma Elimination Chamber no No Way Out, vencida por The Undertaker. No WrestleMania XXIV, Khali participou de uma 24-Man Battle Royal que daria ao vencedor uma luta pelo ECW Championship de Chavo Guerrero. Kane venceu a luta e o título. Khali, então, começou uma rivalidade com Big Show, que culminou em uma luta no Backlash vencida por Show.
Em julho, Khali desafiou Triple H pelo WWE Championship. No SmackDown! de 25 de julho, Khali ganhou uma Battle Royal e o direito de enfrentar Triple H no SummerSlam. No evento, Khali foi derrotado. Khali enfrentou Jeff Hardy em uma luta qualificatória para uma Championship Scramble no Unforgiven. No entanto, Triple H interferiu, atacando Khali com uma cadeira, dando a vitória a Hardy.

#### Retorno ao Raw e rivalidade com Kane (2008–2011)

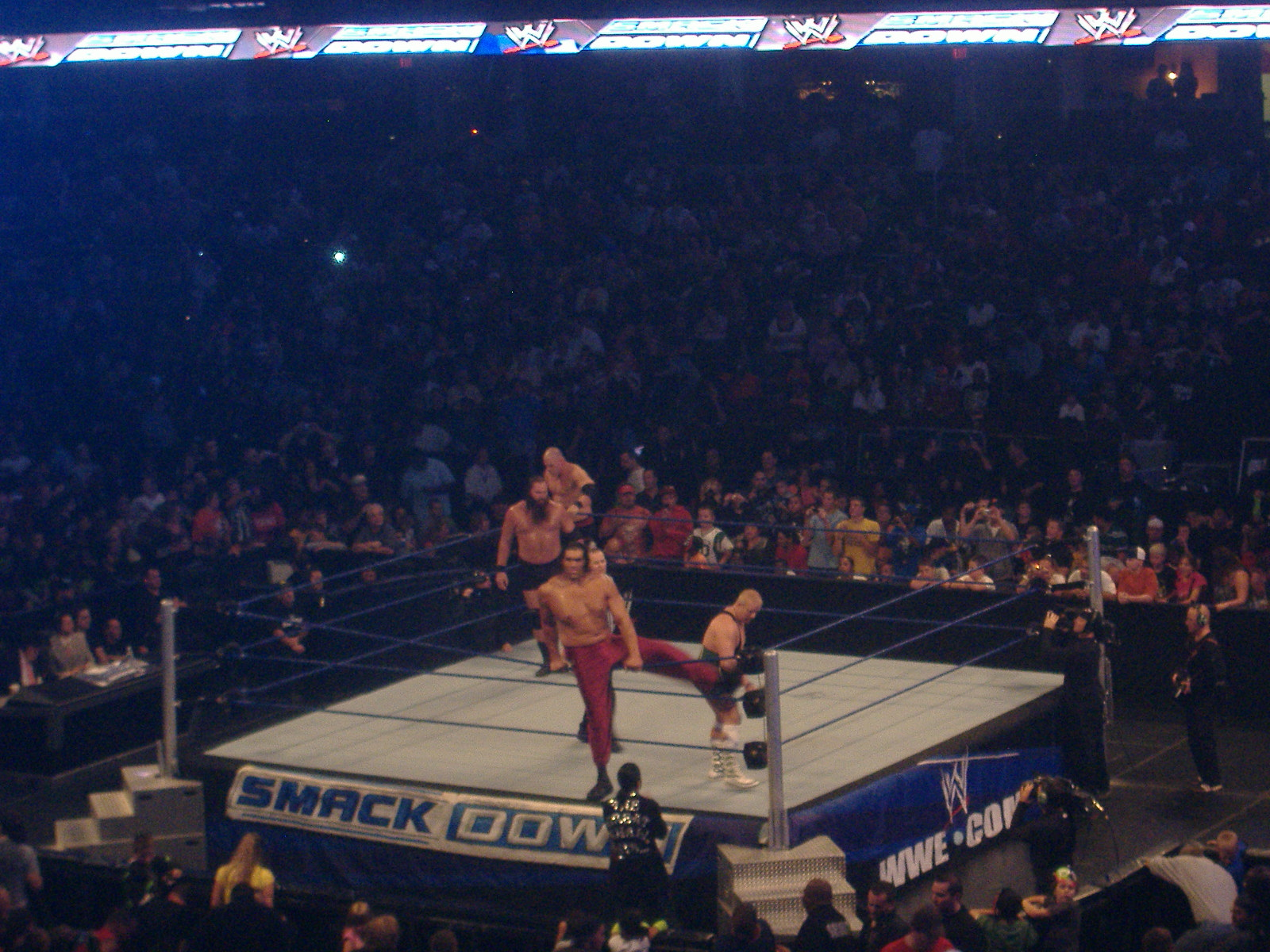
Khali em uma luta com Finlay contra Kane & Mike Knox.

Em 3 de outubro, Johnny Knoxville exibiu uma entrevista no website do Jackass, perguntando sobre o pênis de Khali. No Raw de 13 de outubro, Khali se vingou, atacando Knoxville com Beth Phoenix.
Khali se tornou mais divertido e, com Ranjin Singh, passou a apresentar semanalmente a "Khali Kiss Cam", onde o gigante beijaria uma mulher da platéia.
The Great Khali entrou em uma rivalidade com Dolph Ziggler, ganhando por desqualificação após Ziggler o atacar com uma cadeira. Nas semanas seguintes, Khali perdeu para Ziggler por contagem e desqualificação. No The Bash, Khali perdeu para Ziggler após Kane atacá-lo. Durante o segmento, foi revelado que Singh seria irmão de Khali. A rivalidade com Kane resultou em uma luta no SummerSlam, onde Kane derrotou Khali após usar Singh como distração. Kane derrotou Khali novamente no WWE Breaking Point.
Khali realizou uma cirurgia no joelho. Um ataque com Kane foi realizado para que Khali tirasse férias. Khali realizou uma aparição surpresa com Ranjin Singh, Ozzy Osbourne e sua esposa Sharon no Raw de 2 de novembro, como juiz do "Raw's Got Talent". Ele fez seu retorno oficial em 14 de dezembro, ao lado de Kane e Christian para derrotar William Regal, Ezekiel Jackson e Vladimir Kozlov.
No SmackDown de 2 de abril, Khali se despediu, pois deixaria a WWE por tempo indeterminado para passar tempo com sua família. No entanto, ele retornou no Raw de 19 de abril, como parceiro de MacGruber em uma luta 2-contra-1 contra Vladimir Kozlov como "Khaluber" (Khali vestido de MacGruber).
Como parte do Draft Suplementar de 2010, Khali e Singh foram transferidos para o Raw. Khali foi anunciado por John Cena, com John Morrison, Chris Jericho, Edge, R-Truth e Bret Hart como parte do time que enfrentaria o The Nexus no SummerSlam. No Raw de 9 de agosto, no entanto, Khali foi atacado pelo Nexus, ficando fora da luta. Ele retornou no 2011 Royal Rumble, sendo rapidamente eliminado por Mason Ryan. No Raw de 14 de março, Khali derrotou The Miz por desqualificação, quando Miz atacaria Khali com uma cadeira. Khali venceu uma Battle Royal no WrestleMania XXVII.

#### Várias alianças e rivalidades finais (2011-2014)
Em 26 de abril, Khali retornou ao SmackDown durante o Draft Suplementar de 2011. Em 27 de maio, Khali foi derrotado por Kane. Após a luta, Jinder Mahal apareceu e empurrou Ranjin Singh. Khali, então, atacou Singh usando o Vise Grip, se tornando novamente um vilão. Nas semanas seguintes, Khali passou a interferir nas lutas de Mahal, atacando seus oponentes. No SmackDown de 1 de julho, Ranjin Singh revelou que Mahal seria o cunhado dele e de Khali, tendo casado com sua irmã. No SmackDown de 9 de setembro, Khali se tornou novamente um mocinho ao abandonar Mahal durante uma luta com Evan Bourne e Kofi Kingston. Em 23 de setembro, Khali derrotou Mahal. Em 30 de setembro, Khali foi atacado por Mark Henry, que, na história, o lesionou. Khali retornou apenas no Royal Rumble do ano seguinte, eliminando Mahal e Ezekiel Jackson antes de ser eliminado por Cody Rhodes. No SmackDown da mesma semana, Khali foi anunciado como substituto de Henry na Elimination Chamber pelo World Heavyweight Championship no evento Elimination Chamber. Ele, no entanto, foi o primeiro eliminado da luta. No WrestleMania XXVIII, ele fez parte do time de Theodore Long, que foi derrotado pelo de John Laurinaitis. Khali participou de uma luta de eliminação no Raw de 10 de junho, para escolher o desafiante pelo World Heavyweight Championship de Sheamus no No Way Out, já que o desafiante original, Alberto Del Rio, havia se lesionado em uma luta contra Khali. A luta acabou sendo vencida por Dolph Ziggler. Após meses fora por cirurgia, Khali retornou nas gravações do WWE Saturday Morning Slam de 16 de outubro. Ele retornou ao Raw em 19 de fevereiro, derrotando Primo e Epico em uma luta 2-contra-2. No WWE Main Event de 26 de dezembro, Khali venceu uma battle royal para tornar-se o desafiante pelo Campeonato dos Estados Unidos. No Main Event da semana seguinte, Khali foi derrotado pelo campeão Antonio Cesaro. EM 13 de novembro de 2014, o contrato de Khali com a WWE expirou, deixando assim a companhia.

## No wrestling

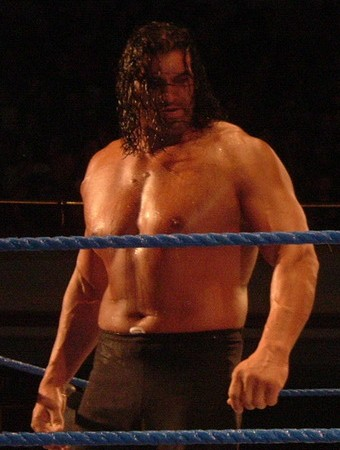
Khali em 2007

- Movimentos de finalização
  - Punjabi Plunge[58] (Two-handed chokeslam) - 2006-2014
  - Vise Grip (Two-handed clawhold)– 2007–2014
  - Khali Chop (Overhead Chop) inicio da carreira-2014
- Movimentos secundários
  - Big Boot
  - Clothesline[28]
  - Scoop slam lento
  - Headbutt
  - Chokeslam[59]
  - Leg drop[28]
  - Nerve hold[28][59]
  - Vários back elbow strikes em um oponente no córner
  - Short–arm clothesline
  - Spin kick[28]
  - Big Slap (no corner)

- Managers
  - Masahiro Chono
  - Daivari
  - Ranjin Singh[60]
  - Jinder Mahal
  - Hornswoggle
  - Natalya

- Lutadores de quem foi manager
  - Jinder Mahal
  - Matt Hardy

- Alcunhas
  - "The Punjabi Nightmare" ("O Pesadelo de Punjab")
  - "The Punjabi Playboy" ("O Playboy de Punjab")
  - "The Punjabi Titan" ("O Titã de Punjab")[61]
  - "The Prince of the Land of Five Rivers" ("O Príncipe da Terra dos Cinco Rios") (2009)

- Músicas de entrada
  - "Da.ngr"[62] por Jim Johnston (2006–2008)
  - "Land of Five Rivers"[63] por Panjabi MC[64] (2008–2011; 2011–2014)
  - "Main Yash Hun V2" por Jim Johnston (2011, com Jinder Mahal)

## Títulos e prêmios
- New Japan Pro Wrestling
  - Teisen Hall Six-Man Tournament (2002) – com Masahiro Chono e Giant Silva[65]

- Pro Wrestling Illustrated
  - PWI o colocou na 83ª posição dos 500 melhores lutadores individuais em 2008[66]

- World Wrestling Entertainment/WWE
  - World Heavyweight Championship (1 vez)[67]
  - Slammy Award por Momento "Damn!" do Ano (2008)[68] Khali Kiss Cam
  - WWE Hall of Fame (2021)

- Wrestling Observer Newsletter
  - Mais Superestimado (2007)
  - Pior Personagem (2008)